# Bicianimita

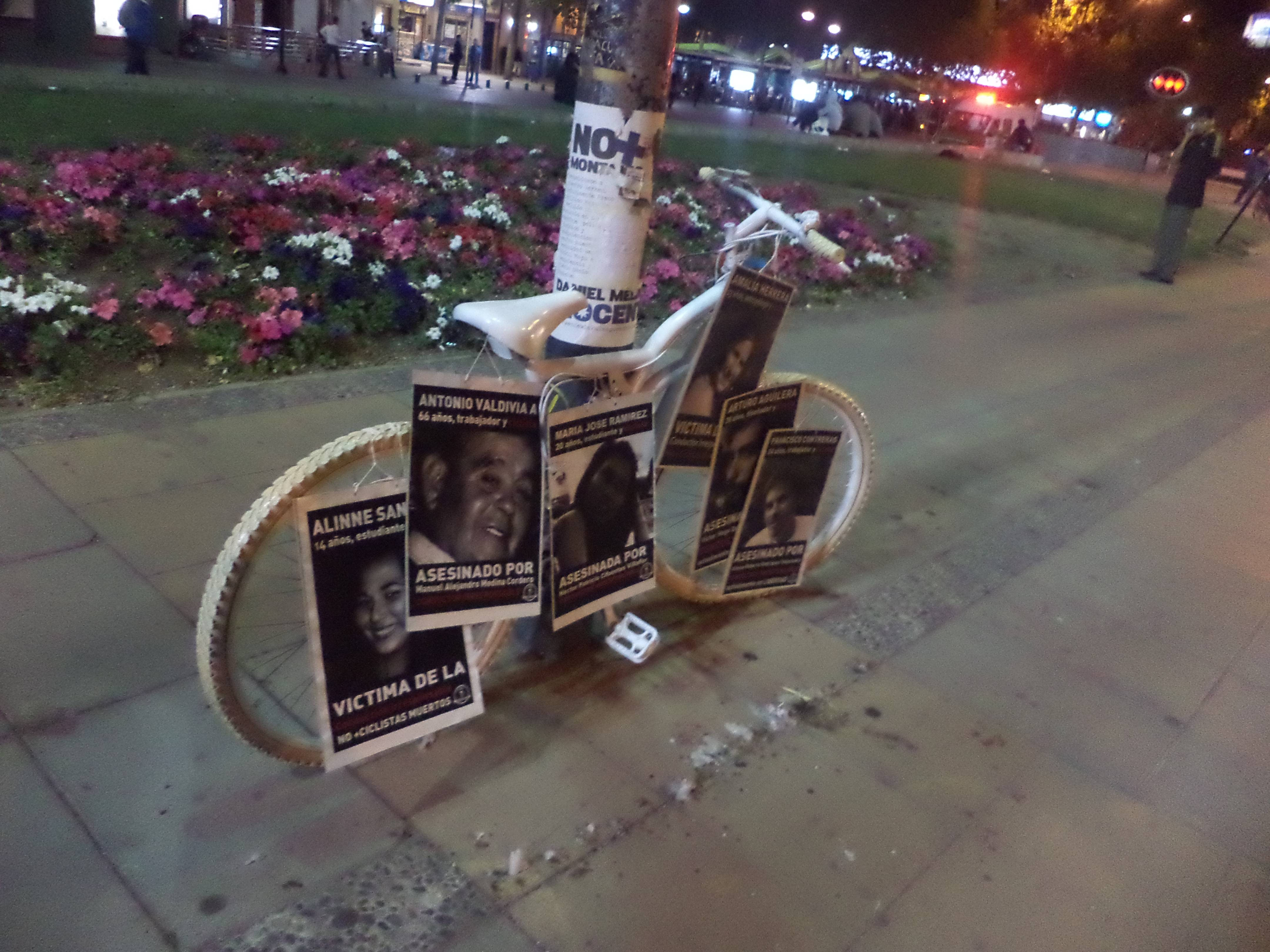
Bicicleta con todas las fotos puesta en Plaza Italia, Santiago de Chile. Punto de reunión de ciclistas santiaguinos

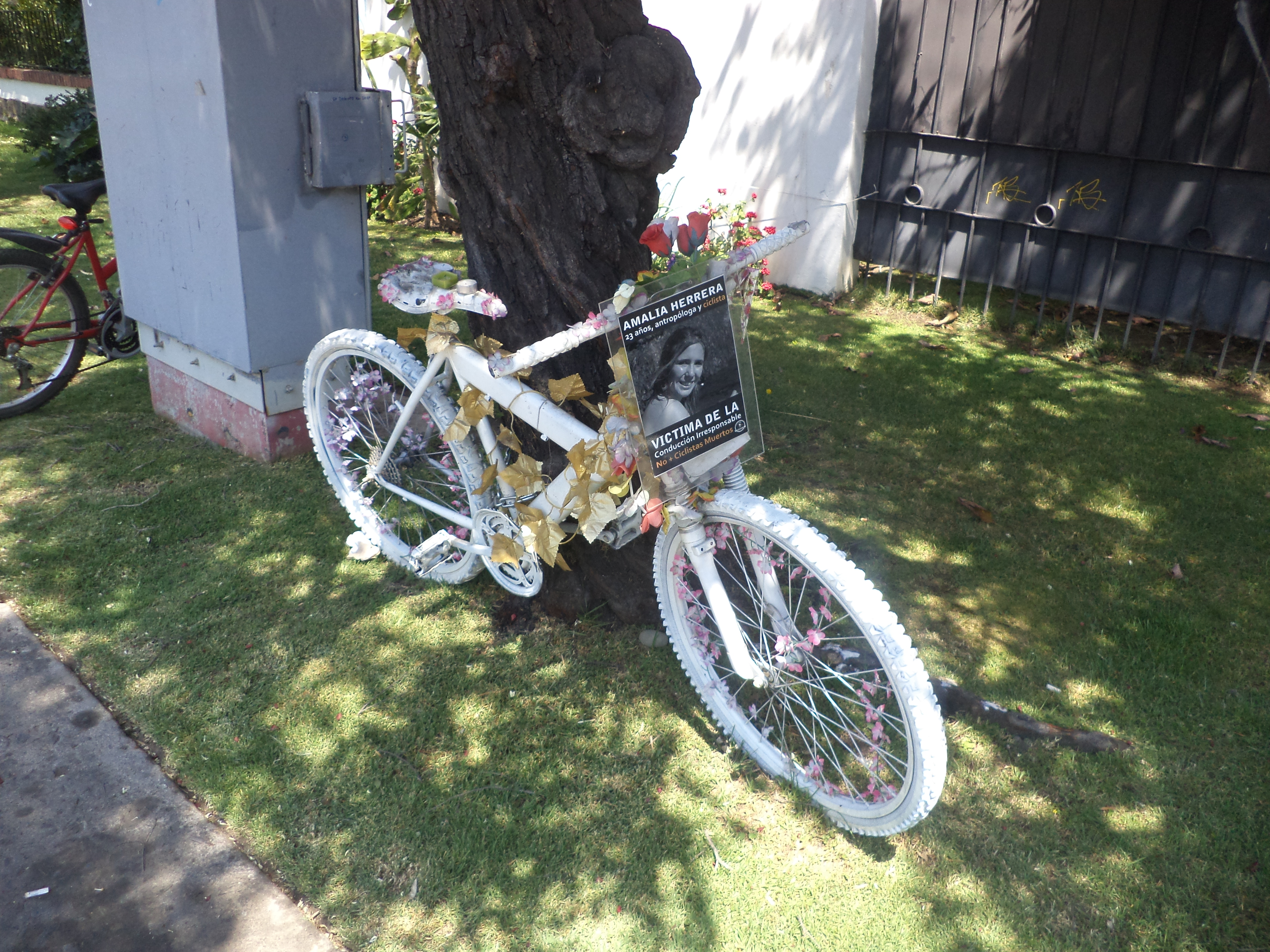
Bicicleta simbólica pintada

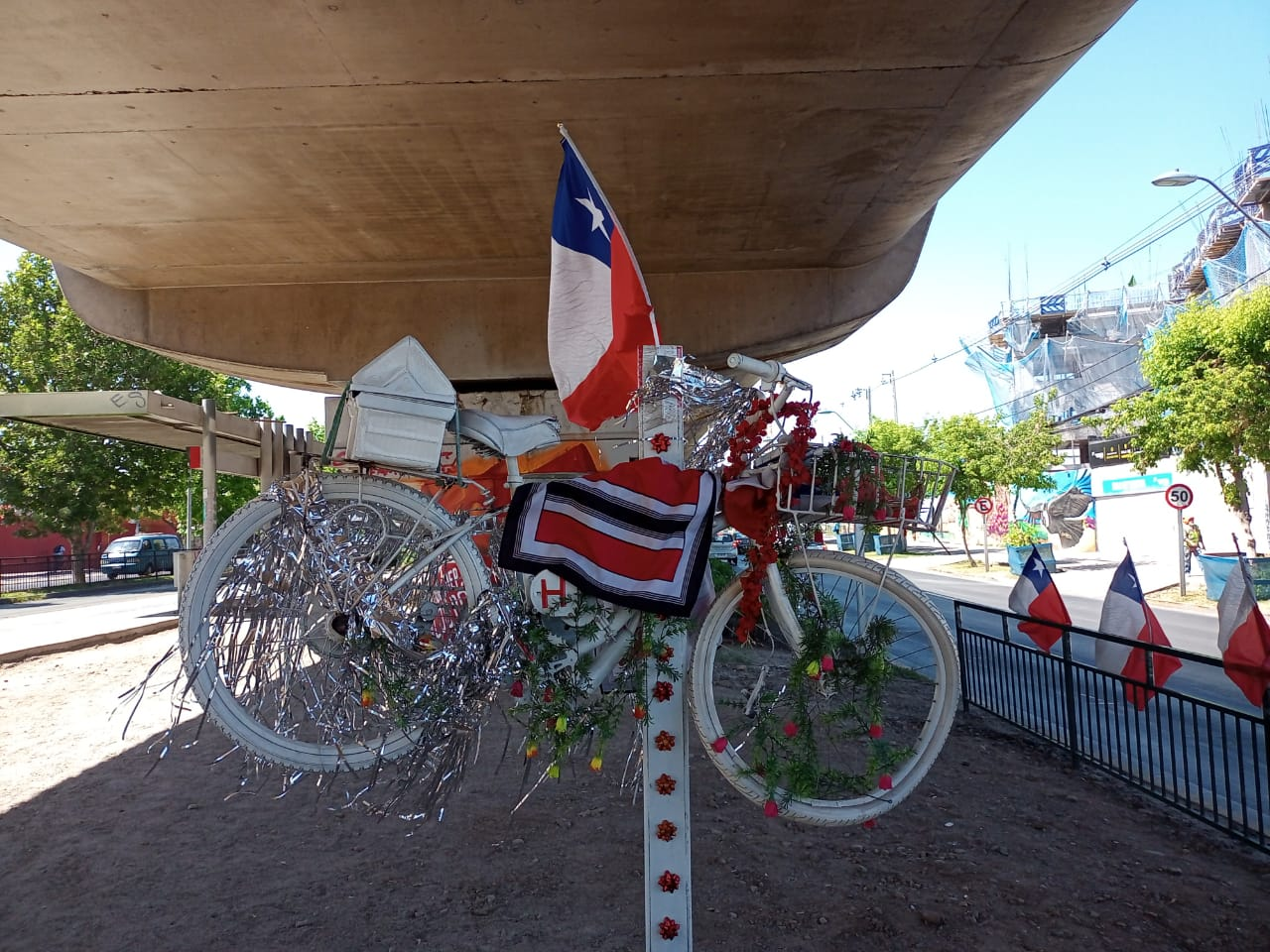
Bicicleta con animita bajo el metro en Vicuña Mackenna, La Florida

Bicianimitas (también conocidas como Bicicletas blancas de Chile) son bicicletas pintadas de blanco que se han instalado en calles de Chile como una forma de hacer conciencia de los ciclistas atropellados. Es una idea similar a las  "Ghost bikes" que se hacen en otras ciudades del mundo, pero en Chile se le adjunta un elemento cultural propio, las animitas una institución secular para indicar personas que han fallecido en forma violenta.
Es una iniciativa de la asociación chilena "Ciclistas con alas". Si bien el proyecto declarado del grupo era recopilar información sobre accidentes mortales sufridos por ciclistas de Chile y luchar contra la impunidad de estos casos en los tribunales de justicia, el hecho de poner bicicletas blancas en forma de animitas se consideró como una buena forma de intervención urbana.
Las animitas son una ancestral forma que el pueblo chileno tiene para recordar sus muertos, principalmente los caídos en forma trágica. Esta vez, en lugar de poner pasivamente sólo un animita en el lugar del atropellado, como históricamente se ha hecho, se pone una bicicleta en desuso que se suelda y amarra para evitar robos. La bicicleta se transforma entonces en un símbolo de protesta frente a las leyes tan favorables para los automovilistas.
La organización “Ciclistas con Alas” se fundó el 4 de septiembre de 2012. Su misión es "prestar apoyo a las familias que perdieron a un ser querido en un accidente de tránsito, donde las víctimas se movilizaban en bicicleta (...) Al tener la autorización de los familiares arreglamos una bicicleta que esté en desuso: la limpiamos, le sacamos algunas cosas y la pintamos de blanco".
La iniciativa nació cuando murió el ciclista y diseñador Arturo Aguilera y su amigo Juan Acuña juró en su tumba poner una bicicleta blanca adosada a lo que fuera, en el lugar de la muerte de su amigo, atropellado por un conductor de un vehículo motorizado que venía huyendo de otro accidente y que gracias a las bajas penas que la ley chilena da en estos casos salió libre.
Dentro de la legislación chilena (y de muchas del mundo) el atropello de un ciclista es considerado siempre como "cuasidelito de homicidio" sin importar los agravantes del caso. Además, comúnmente se estima que el conductor tiene "irreprochable conducta anterior" sin importar delitos o acciones no relacionadas con un caso similar. Esto significa que en todos los casos estudiados los conductores hayan salido libre en los procesos judiciales, teniendo sólo alguna pocas medidas cautelares como castigo.
Lamentablemente cada cierto tiempo se hace necesario para la organización, levantar una nueva Bicianimita para recordar otro ciclista fallecido.
El hecho que la bicicleta blanca se haya unido o asimilado a una animita proporciona un consuelo espiritual a los familiares de los fallecidos que ven como la gente les deja ofrendas y velas en señal de respeto y solidaridad.
Periódicamente instituciones ciclistas se reúnen en ceremonia de conmemoración de los ciclistas muertos en estos puntos, con el objetivo de denuncia a las autoridades la inseguridad que padecen en las calles de las ciudades.

## Bicianimitas instaladas en Chile
| Bicianimita                                       | Fotografía | Ubicación                                  | Comuna           | Fecha de instalación    | Imagen |
| ------------------------------------------------- | ---------- | ------------------------------------------ | ---------------- | ----------------------- | ------ |
| Arturo Aguilera 28 años, diseñador                |            | Santa Isabel con Bustamante                | Providencia      | Agosto de 2012          |        |
| Francisco Javier Contreras, 24 años, trabajador   |            | San Pablo con Manuel Rodríguez             | Santiago         | 25 de enero de 2013     |        |
| Amalia Herrera, 23 años, antropóloga              |            | Eliecer Parada con Echeñique,              | Ñuñoa            | 19 de febrero de 2013   |        |
| María José Ramírez, 20 años, estudiante           |            | Av. Ossa con Echeñique                     | Ñuñoa            | 8 de junio de 2013      |        |
| Alinne Sánchez, 14 años, estudiante               |            | Gran Avenida con Octava Avenida            | San Miguel       | 22 de junio de 2013     |        |
| Antonio Valdivia A,66 años, trabajador            |            | Fermín Vivaceta 2598                       | Independencia    | 29 de junio de 2013     |        |
| Marco Rojas, 54 años, deportista, trabajador      | .          | Santa Isabel con Portugal                  | Santiago         | 16 de noviembre de 2013 |        |
| Felipe Morales, 24 años, estudiante               |            | Alameda con Toro Mazote                    | Estación Central | 20 de diciembre de 2013 |        |
| José Antonio Madrid, 85 años, jubilado y ciclista |            | Alberto Llona con Vicente Reyes            | Maipú            | 8 de febrero de 2014    |        |
| Ricardo Reyes Quezada, académico, doctor          | .          | . Bajo Molle                               | Iquique          | 5 de mayo de 2014       |        |
| Javier Campos, 29 años, ciclista                  |            | Ave. General Mackenna / Ave. Ramón Picarte | Valdivia         | 3 de mayo de 2023       |        |